# Boks na Igrzyskach Imperium Brytyjskiego 1938
Zawody bokserskie rozegrane podczas III Igrzysk Imperium Brytyjskiego w 1938 roku obejmowały osiem kategorii wagowych mężczyzn.

## Rezultaty
| Kat. wagowa     |                          |                 |                    |
| --------------- | ------------------------ | --------------- | ------------------ |
| Waga musza      | Johnny Joubert           | Joe Gagnon      | Hugh Cameron       |
| Waga kogucia    | William Butler           | Hendrik Knoesen | Jack Dillon        |
| Waga piórkowa   | Ansdale William Henricus | James Watson    | Kenneth Moran      |
| Waga lekka      | Harry Groves             | Harry Hurst     | William Fulton     |
| Waga półśrednia | Bill Smith               | Arthur Heeney   | Andrew Tsirindonis |
| Waga średnia    | Denis Reardon            | Maurice Dennis  | Rex Carey          |
| Waga półciężka  | Nick Wolmarans           | Cecil Overell   | Joseph Wilby       |
| Waga ciężka     | Thomas Osborne           | Claude Sterley  | Leslie Harley      |

## Tabela medalowa
| Poz. | Państwo            |   |   |   | Łącznie |
| 1    | Południowa Afryka  | 2 | 2 | - | 4       |
| 2    | Anglia             | 2 | 1 | 1 | 4       |
| 3    | Kanada             | 1 | 2 | 1 | 4       |
| 4    | Australia          | 1 | 1 | 2 | 4       |
| 5    | Cejlon Brytyjski   | 1 | - | - | 1       |
| 5    | Walia              | 1 | - | - | 1       |
| 7    | Nowa Zelandia      | - | 1 | 1 | 2       |
| 7    | Szkocja            | - | 1 | 1 | 1       |
| 9    | Rodezja Południowa | - | - | 2 | 2       |